# Naïm Sliti
Naïm Sliti (Marseille, 27 juli 1992) is een Tunesisch voetballer die doorgaans als vleugelspeler speelt. Hij verruilde Red Star Paris in juli 2017 voor Lille OSC, dat hem in het voorgaande seizoen al huurde. Sliti debuteerde in 2016 in het Tunesisch voetbalelftal.

## Clubcarrière
Sliti speelde in de jeugd bij Olympique Marseille. In 2011 trok hij naar CS Sedan. Twee jaar later tekende de vleugelspeler bij Paris, waar hij weinig aan spelen toekwam. In januari 2014 kwam hij bij Red Star Paris terecht. Bij die club maakte hij twaalf doelpunten in 72 competitiewedstrijden. Tijdens het seizoen 2016/17 wordt Sliti verhuurd aan Lille OSC. Op 20 september 2016 debuteerde hij in de Ligue 1 tegen Toulouse. Zijn eerste competitiedoelpunt maakte de Tunesisch international op 29 november 2016 tegen SM Caen.

## Interlandcarrière
Op 3 juni 2016 debuteerde Sliti voor Tunesië in de kwalificatiewedstrijd voor de Afrika Cup 2017 tegen Djibouti. Hij maakte meteen zijn eerste interlanddoelpunt. Op 19 januari 2017 scoorde Sliti opnieuw voor zijn land op de Afrika Cup tegen Algerije. Vier dagen later was hij eveneens trefzeker tegen Zimbabwe.